# Hyperoodon
A Hyperoodon az emlősök (Mammalia) osztályának párosujjú patások (Artiodactyla) rendjébe, ezen belül a csőröscetfélék (Ziphiidae) családjába tartozó nem.

## Rendszerezés
A nembe az alábbi 2 élő faj tartozik:
- északi kacsacsőrű cet (Hyperoodon ampullatus) (Forster, 1770)
- busafejű csőröscet (Hyperoodon planifrons) (Flower, 1882)

## Fordítás
- Ez a szócikk részben vagy egészben  a   Bottlenose whale című angol Wikipédia-szócikk ezen változatának fordításán alapul.  Az eredeti cikk szerkesztőit annak laptörténete sorolja fel. Ez a jelzés csupán a megfogalmazás eredetét és a szerzői jogokat jelzi, nem szolgál a cikkben szereplő információk forrásmegjelöléseként.